# Hierochloe utriculata
Hierochloe utriculata là một loài thực vật có hoa trong họ Hòa thảo. Loài này được (Ruiz & Pav.) Kunth mô tả khoa học đầu tiên năm 1830.